# Viola dombeyana
Viola dombeyana là một loài thực vật có hoa trong họ Hoa tím. Loài này được DC. miêu tả khoa học đầu tiên năm 1824.